# 素毒蛾
素毒蛾（学名：Laelia coenosa）为毒蛾科黃毒蛾屬下的一个种。幼虫以芦苇、荻等植物为食。